# Галло-Матезе
Галло-Матезе (итал. Gallo Matese) — коммуна в Италии, располагается в регионе Кампания, в провинции Казерта.
Население составляет 761 человек (2008 г.), плотность населения составляет 25 чел./км². Занимает площадь 30 км². Почтовый индекс — 81010. Телефонный код — 0823.
Покровителем населённого пункта считается святой Антоний Падуанский.

## Демография
Динамика населения:

## Администрация коммуны
- Официальный сайт: http://www.comune.gallomatese.ce.it Архивная копия от 26 марта 2022 на Wayback Machine